# Сус (регион)

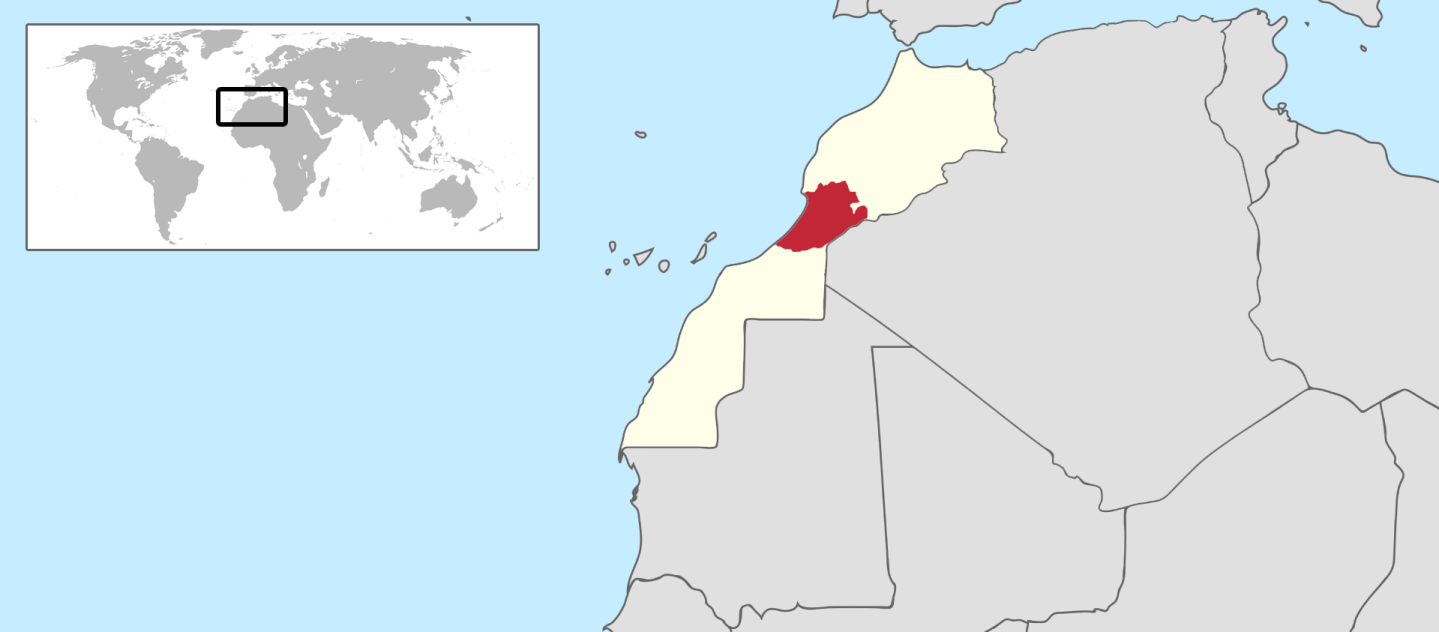
Сус на карте Марокко

Сус (араб. بلاد السوس‎ bilād as-Sūs) — историко-географический регион в южной части Марокко. В настоящее время — часть административной области Сус-Масса-Драа.
Геологически представляет собой аллювиальную равнину реки Сус, отделённую от Сахары горным хребтом Антиатласа.
Большая часть населения Суса — берберы. Кроме некоторых арабоязычных племён, большинство жителей говорят на различных шильхских языках (Tashelhiyt или Tasoussit).
Исторический центр — Агадир. Среди других важных городов: Тарудант, Улад-Теима, Тизнит, Лекльяа и Сиди-Ифни.
Регион богат водными ресурсами — является одним из самых плодородных регионов в Марокко в течение многих столетий и используется для выращивания сельскохозяйственных культур. По крайней мере с XI века известен выращиванием и экспортом сахарного тростника.
Выходцы из Суса основали на севере Марокко несколько рыбацких поселений, одно из которых названо Бен-Сус (Дети Суса).